# Grand Coutumier de France

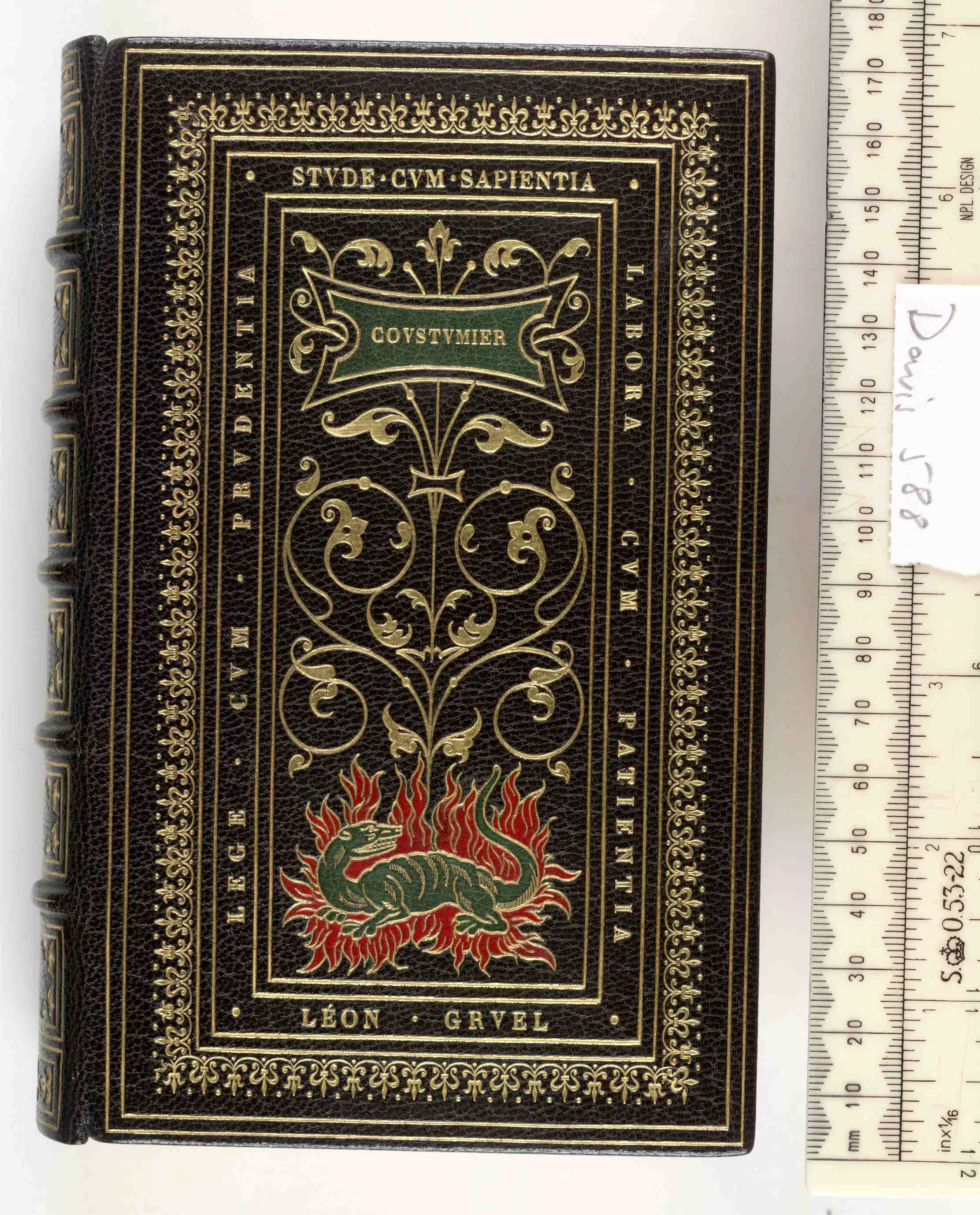
Édition de 1539
du Grand Coutumier
[British Library,
reliure de Léon Gruel (1840-1923)].

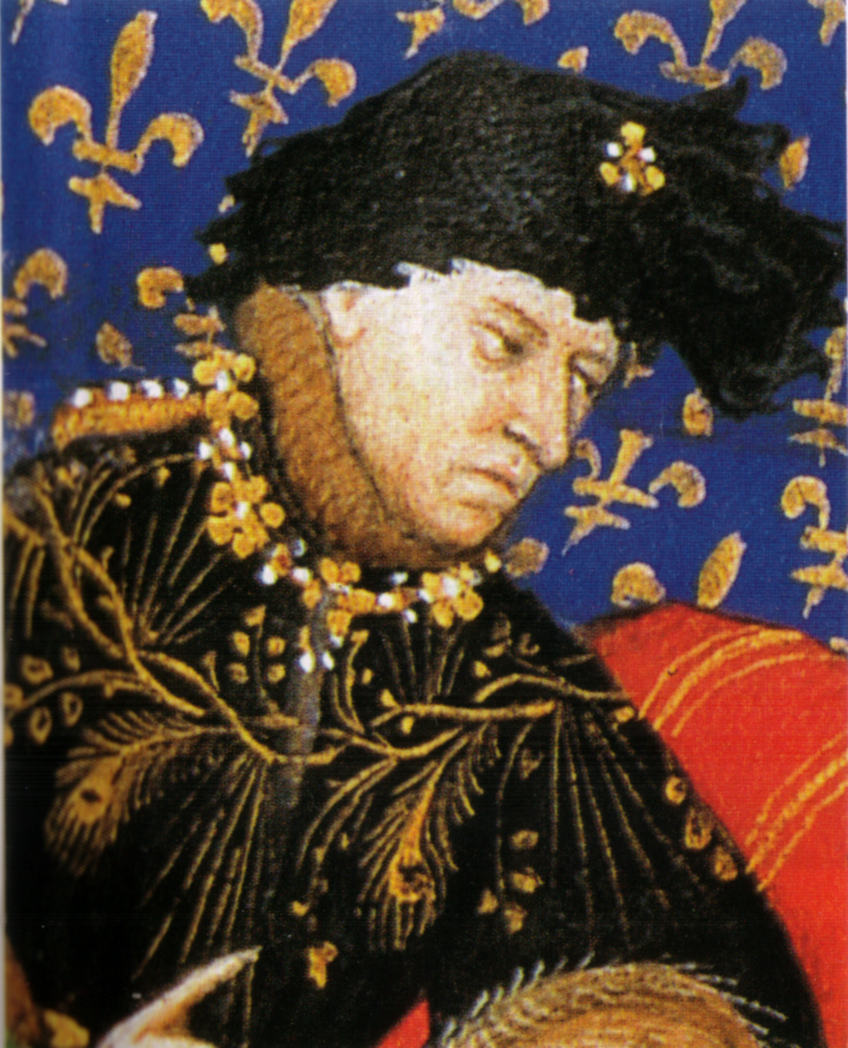
Le roi de France Charles VI
(le Grand Coutumier a aussi eu pour titre : « Coutumier de Charles VI »). Détail d'une miniature
des Dialogues de Pierre Salmon,
Bibliothèque de Genève.

Le Grand Coutumier de France, de Jacques d'Ableiges, écrit entre 1385 et 1389, s’inscrit dans le mouvement de rédactions privées des coutumes, amorcé vers 1220 en France par le très ancien coutumier de Normandie.
Ce « plus ancien monument du droit parisien » (J. Krynen) est une « compilation d'ordonnances, de traités et d'autres pièces concernant le droit français » (notice imprimée à la BNF).

## Pluralité de titres
Le Grand Coutumier de France est une compilation juridique de « plusieurs petiz livres et petits traictiez »,. Le titre donné par son premier éditeur (Galliot Dupré, 1514) est le suivant : 
« Le Grand Coutumier de France. et instruction de pratique, et manière de procéder et practiquer ès souveraines cours de Parlement, prévosté et viconté de Paris et autres jurisdictions du royaulme de France, nouvellement veu, corrigé, adapté le droit, la coutume, et ordonnances royaulx et plusieurs arrests de la cour de Parlement selon les matières et cas occurens, avec l'extraict de stille de la cour et manière de faire les assignations et appointements en chastellet et aultres jurisdictions de ce royaulme ».
Plus simplement, quelques historiens lui préfèrent le nom de « (Grand) Coutumier de Charles VI »,, depuis le XVIIIe siècle. Au XVe siècle, il a aussi pour titre celui de « Style du Châtelet »,, qui est le nom de deux de ces manuscrits. Il faut dire que c'est « avant tout une compilation de droit parisien » selon Paul Guihiermoz (p. 664). 
Malgré ces appellations, le Grand Coutumier n'aura jamais eu de caractère officiel,. Avant son succès, il était destiné « à l'usage familial » rappelle l'auteur dans sa préface,. D'ailleurs, dans cette dernière, Jacques d'Ableiges n'hésitera pas à l'appeler sa « petite compilation », ou son « livret [...] aconqueilly d'autre part, et acquesté sur aultry sens »,.

## Composition: quatre livres
Si le premier livre n'est « qu'une addition », les trois autres livres forment « le noyau de l'ouvrage » selon MM. Dareste et Laboulaye. Dans la première version imprimée de 1514 (reproduite en 1868 par ces derniers), le Grand Coutumier se compose de 148 chapitres. 
Pour une analyse détaillée de la composition de ces quatre livres, il convient de renvoyer à la notice de Pierre Petot (p. 33 à 49).

### Livre I: recueil d'ordonnances

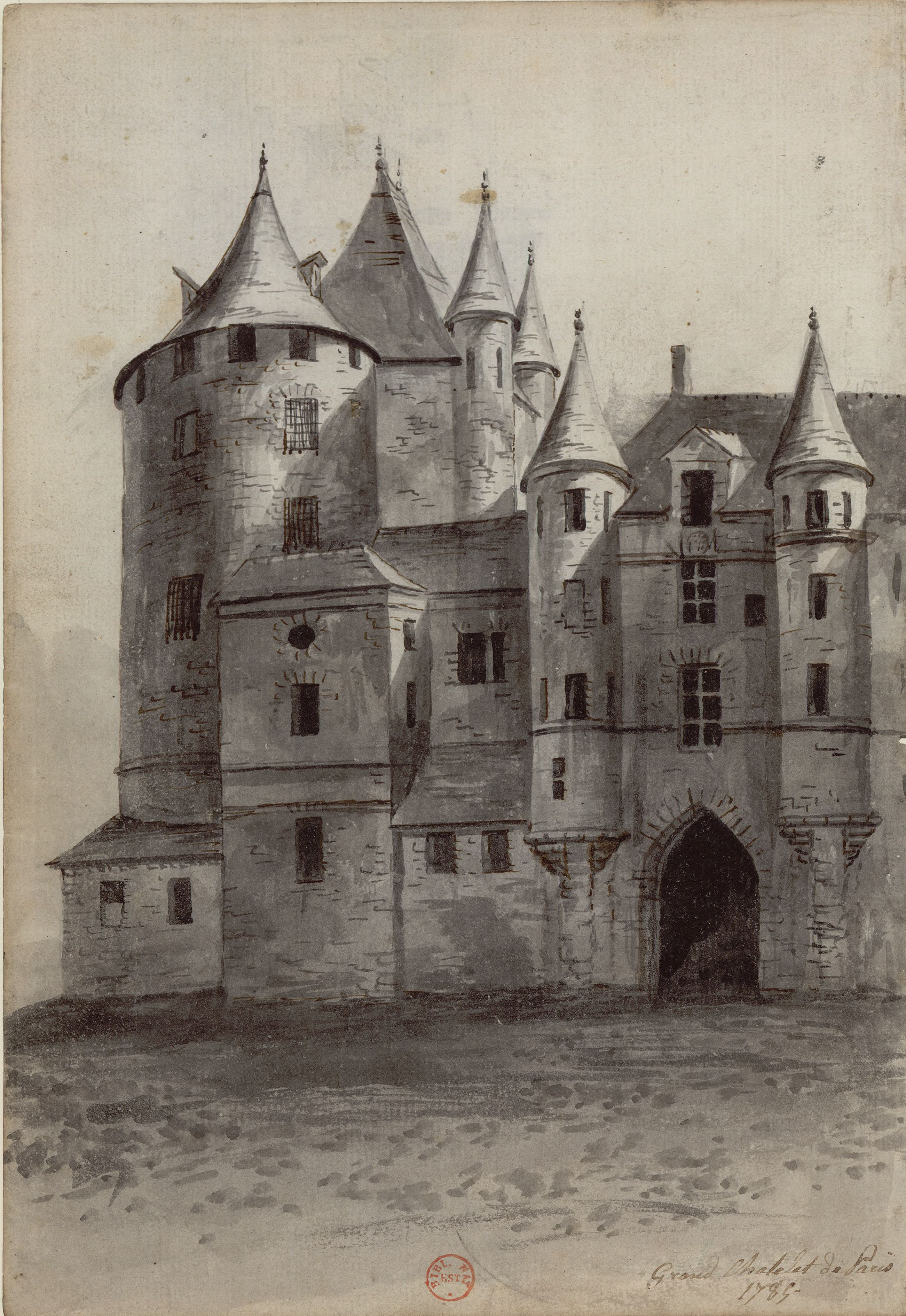
Grand Châtelet, siège de la prévôté de Paris, chargée de la police et de la justice criminelle.

Dans sa préface, Jacques d'Ableiges en dresse le contenu suivant : 
« [...] la première partie de ce livre parle des ordonnances royaulx, sur le nombre des gens du parlement et du chastellet, des gaiges de bataille, des droiz royaulx, des ordonnances faictes sur les eaues et forestz, des seremens que les baillifs font, des ordonnances faites sur le fait des bourgois ; comment les mestiers de Paris doivent estre gouvernez, et de plusieurs autres ordonnances, lesquelles seront mieulx et plus proprement nommées et esclarciez en la table cy après ».
Les ordonnances rassemblées touchent, principalement, les cinq éléments suivants : 
1. la tenue du Parlement,
2. les devoirs des parties,
3. le serment des avocats et des procureurs,
4. les fonctions des huissiers et des greffiers,
5. les Ordonnances du Châtelet de Paris.

Ces dernières, sont des ordonnances qui règlent la tenue des audiences, les fonctions des examinateurs, des avocats, des procureurs, des notaires, des clercs civils et criminels, des audienciers et des sergents près le Châtelet.
Ce premier livre se clôt par d'autres ordonnances sur le serment des baillis, sur la punition du blasphème, ou du vilain serment (« prendre Dieu à témoin de façon sacrilège ou impie »), etc. Enfin, après plusieurs éditions, s'ajoute la grande ordonnance, de septembre 1402, des eaux et forêts du royaume de France, rédigée à Paris par le roi Charles VI.
Avant 1880, et la découverte de Léopold Delisle, ce premier livre ne se trouvait pas parmi les manuscrits connus,.

### Livre II: définitions et compilations

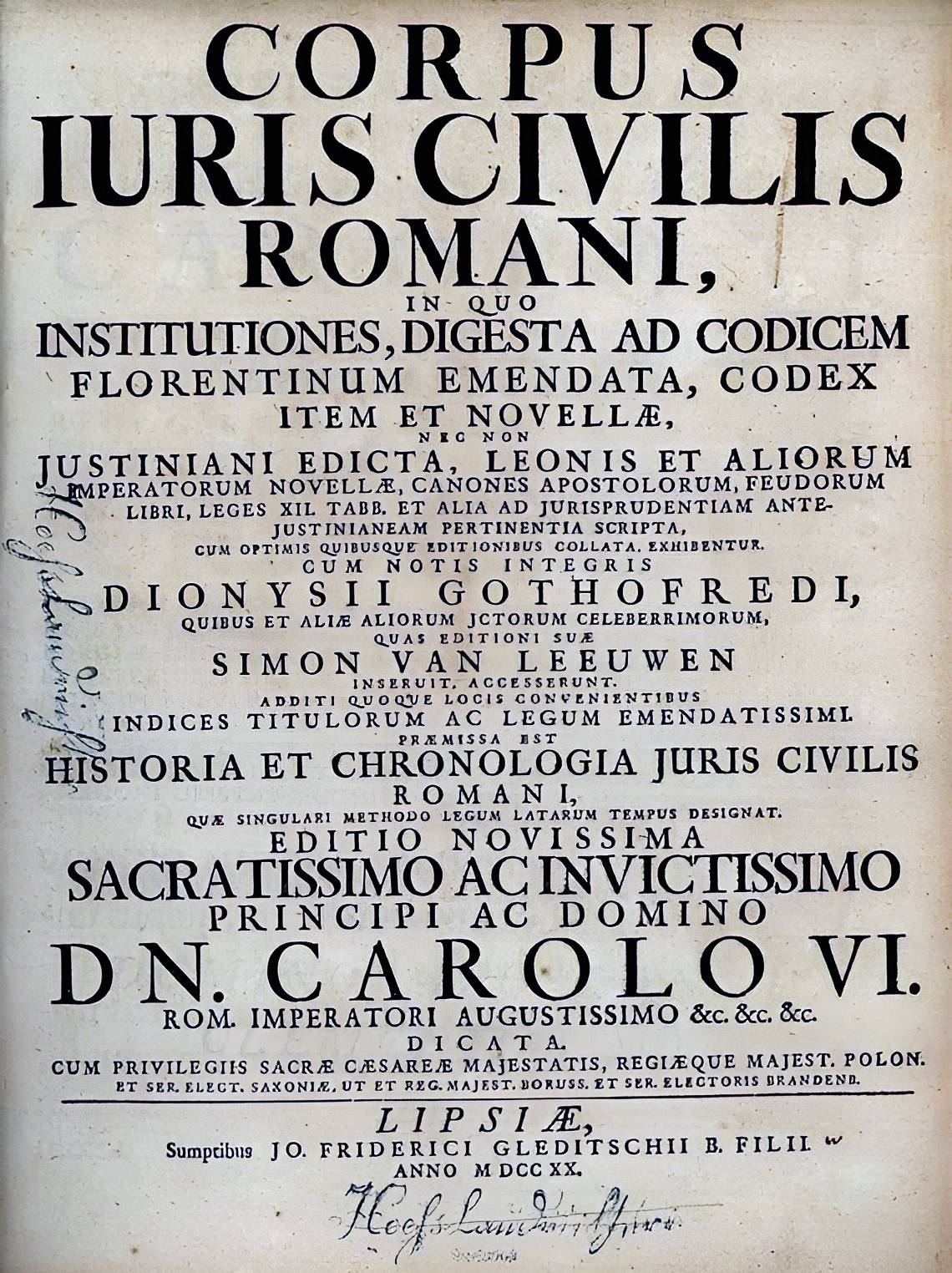
Corpus iuris civilis, de l'empereur Justinien, dont les Institutes sont l'une des quatre parties.

Dans sa préface, Jacques d'Ableiges en dresse le contenu suivant : 
« La seconde partie de ce livre desclaire qu'est justice, qu'est droit, qu'est usaige, qu'est stille, qu'est coustume, qu'est amortissement, qu'est franc aleu, qu'est saisine en censive, qu'est saisine en fief, et plusieurs autres choses contenues en la dite table ».
Dans ce deuxième livre, les chapitres sont aussi nombreux qu'inégaux, et en général bref. Ils débutent par une traduction de plusieurs définitions empruntées aux Institutes (533) de l'empereur byzantin Justinien (527-565). Ensuite, se trouve une compilation du droit coutumier et du style en usage devant le Parlement de Paris. 
Quasi exclusivement, il s'agit d' « un exposé des principales institutions du droit privé selon la coutume parisienne » (M. Petot, p. 40).

### Livre III: style de procédure
Dans sa préface, Jacques d'Ableiges en dresse le contenu suivant : 
« La tierce partie de ce livre parle de l'office des advocas, de l'office des procureurs, de la maniere de procéder en court laye et des deppendances contenues et escriptes en la table ».
Dans ce troisième livre, il est question presque intégralement de la procédure appliquée au Châtelet de Paris, différente de celle du Parlement de Paris. C'est pour cette raison que le Grand Coutumier a aussi été appelé « Style du Châtelet » au XVe siècle,.
Sont d'abord traités le style de procédure des procureurs, des avocats, des ajournements, des exoines (« excuse avancée auprès d'un juge lorsqu'on est empêché de comparaître en justice au jour fixé »), des exceptions, des deffaults (« manquement à une assignation donnée »), de vue (« examen »), de garand (« personne qui répond, ou qui témoigne, en faveur de quelqu'un »), du jugement des hommes, des cas des pairs de France. Ensuite, sont envisagées les formules de libelle, ou d'assignation. Enfin, le livre s'achève par les ordonnances concernant les appellations.
Utile aux praticiens, l'essentiel des chapitres de ce livre III formait « une sorte de traité de procédure à l'usage des avocats et des procureurs plutôt qu'à celui des magistrats » (M. Petot, p. 43). 

### Livre IV: office du juge et procédurecivileetcriminelle
Dans sa préface, Jacques d'Ableiges en dresse le contenu suivant : 
« La quarte partie parle de l'office du juge, tant sur le civil comme sur le criminel, des debas qui sont et pevent escheoir entre le juge lay et le juge de l'église, et de plusieurs autres choses qui en deppendent et qui sont en la table ».
Dans ce quatrième livre, le plus court du Grand Coutumier, il est d'abord question, abondamment, « de l'office du juge », des « demandes et interrogatoires de témoins »,. Ensuite, les relations entre la juridiction ecclésiastique et celle séculière sont abordées : « les cas qui peuvent toucher le Roi et l'Évêque », « des clercs non mariés », « des clercs mariés ».
Par ailleurs, plusieurs chapitres traitent, en premier, de la procédure civile (« haute justice », « moyenne justice », « basse justice », « justice foncière ») puis en second, de celle criminelle (« des peines »). Ce dernier chapitre du Grand Coutumier, « des peines », est « à la fois un code pénal et un code d'instruction criminelle » (M. Petot, p. 48).
Plusieurs passages « non négligeables » ont disparu des exemplaires connus, en particulier les formules d'appointements (M. Petot, p. 45).

## Objectif: «instruire et doctriner»
Dans sa préface, Jacques d'Ableiges dévoile le but de son recueil : 
« J'ai fait et compilé ce petit traité pour instruire et doctriner les jeunes hommes qui voudront avoir connaissance des faits et instruction de pratique [...] ».

### Motivation en trois «causes»
Dans sa préface, Jacques d'Ableiges fait part de sa motivation à se lancer dans l'écriture du Grand Coutumier. Ses trois « causes » sont les suivantes : 
1. « il est expédient premièrement apprendre et estre enseigné en l'a.b.c » ;
2. « pour oster et obvier à oisiveté qui est maistresse de tous vices, et aussi pour et affin de moy employer à quelque chose faire, et aussi pour mon plaisir [...] » ; « Et aussi par l'instigation d'aucuns de mes compaignons et amis, ainsi que plusieurs aultres personnes qui estoient très expérimentés audit faict de pratique » ;
3. « affin que vous tous y puissiez prendre aucun plaisir et delectation, si vous vous y voulez applicquer à l'entendre parfaictement; [...] »[5].

### Méthode de compilation:diversité et humilité
Jacques d'Ableiges se confie sur sa méthode d'élaboration du Grand coutumier, qui n'est pas une œuvre originale, mais une compilation : 
« [...] j'ai pris et assemblé de longtemps sur plusieurs autres livres et opinions des sages praticiens, et sur plusieurs autres choses concernant et regardant le fait de ladite pratique, selon ma possibilité, faculté et puissance, laquelle j'ai réputée être petite et foible. »
Dans la tradition de la captatio benevolentiae, il fait œuvre d'humilité : 
« [..] que je, qui petitement suis fondé pour estudier en grans livres ne en grans ou haultes sciences [...] en grant peine et en grant cure : car il est plus fort à homme de petit sens et de foible esperit, comme je suis, de fire une très petite besongne que a ung grant saiges homs ne seroit d'en faire une grande. »

### Travail d'auteur modeste:rassembler les sources

#### Critiques de MM. Dareste et Laboulaye

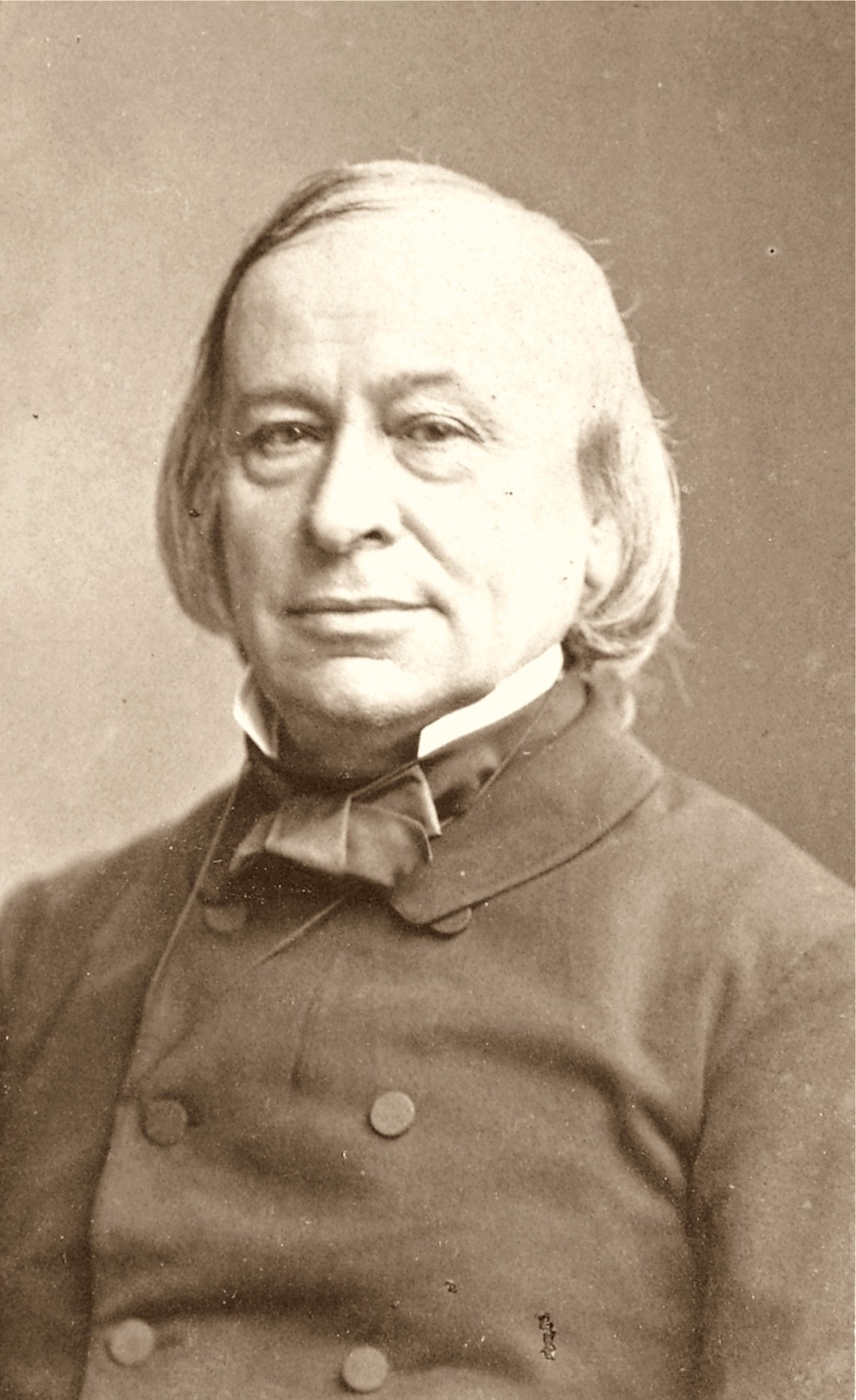
M. Laboulaye, auteur avec M. Dareste, de l'édition de 1868 du Grand Coutumier (reproduction de la première de 1514).

« Si l'on pouvait retrouver tous ces éléments (sources), on verrait probablement que le travail de l'auteur n'a consisté qu'à fournir le fil pour lier ces pièces, rassemblées de toutes parts » affirment dans leur préface (p. XVII) MM. Dareste et Laboulaye .

Sur le deuxième livre, ils sont même plus sévères : 
il suffit d'une lecture rapide pour s'assurer qu'on a devant soi. non pas un œuvre originale, non pas même une compilation faite dans un ordre méthodique. mais simplement un recueil fait de toutes mains, et composé de pièces assemblées au hasard (p. XVII) .
Dans l'avant-propos de la biographie sur Jacques d'Ableiges de Petot, Timbal explique ce tel manque d'attention pour ce travail, du fait « qu'à leur époque on ignorait jusqu'à le nom de l'auteur du Grand Coutumier » (p. 2). Toutefois, alors qu'aujourd'hui on en sait beaucoup plus, à commencer par son auteur, une partie de la doctrine française continue à n'y voir « qu'une mosaïque de textes d'emprunt » (J. Krynen) - sans pour autant - lui refuser tout intérêt.

#### Réhabilitation de Pierre Petot
À la différence de MM. Dareste et Laboulaye, Pierre Petot, auteur d'une bibliographie de référence sur Jacques d'Ableiges, « avait révisé son premier jugement » selon Pierre-Clément Timbal (avant-propos, p. 2): 
« Plus il le fréquentait, plus il était persuadé que, loin d'être le compilateur inintelligent qu'il paraissait aux yeux de tous, d'après l'état dans lequel son livre nous est parvenu, cet observateur lucide avait fait profiter son œuvre de sa propre expérience ; [...] ». 
M. Petot en était tellement convaincu qu'il avait pris soin de rechercher dans les manuscrits du Grand Coutumier, « les souvenirs personnels de l'auteur que les éditeurs avaient pu écarter, faute de pouvoir toujours faire le départ entre l'apport d'Ableiges et la tradition recueillie par lui » (avant-propos, p. 2). En particulier, Il ne manque pas de louer le livre III : « Nourri de lectures et d'expérience personnelle, le livre III est une œuvre estimable, la partie la plus originale sans doute du Grand Coutumier » (p. 44).

## Origineoubliée, puisretrouvée

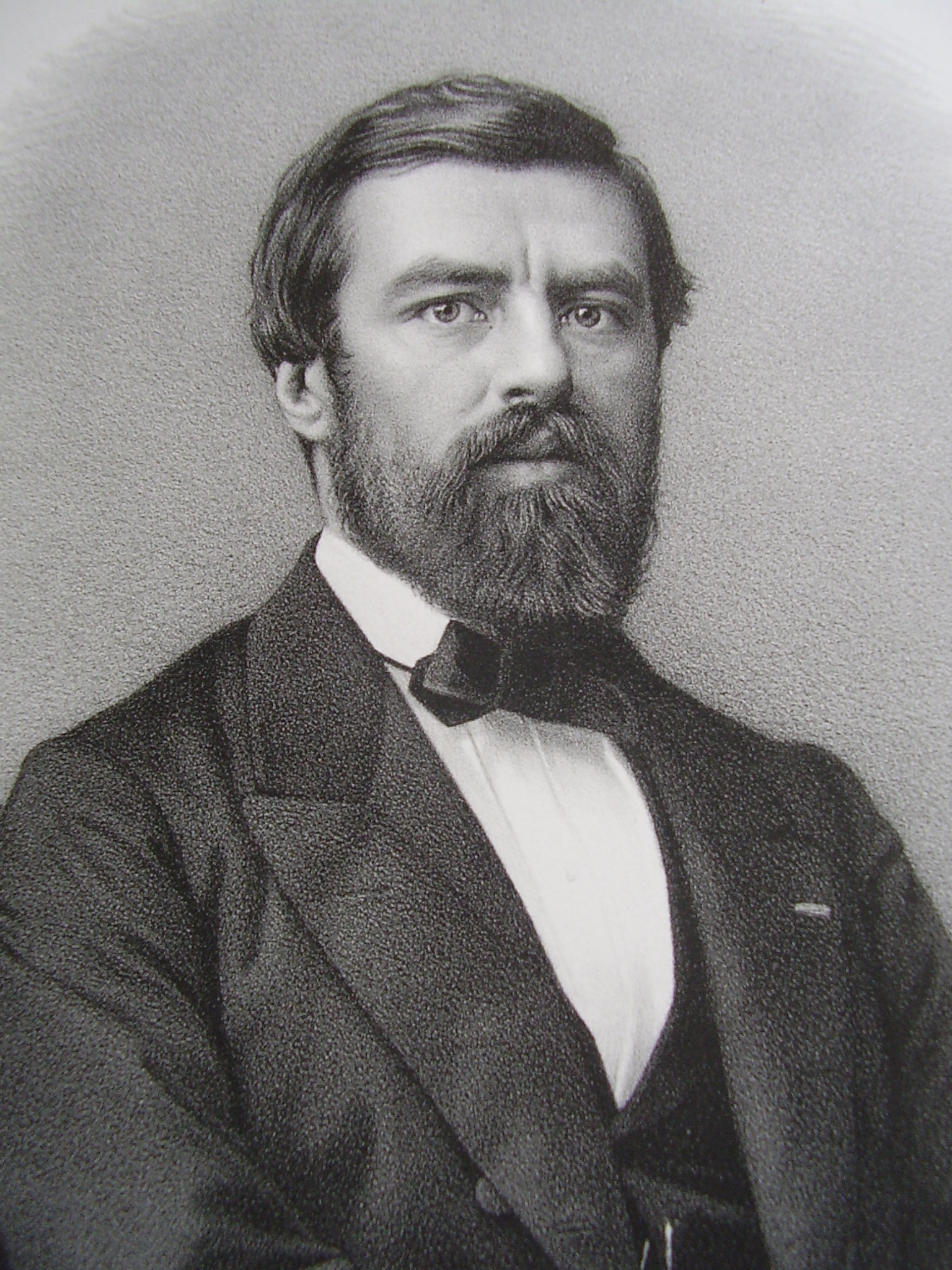
Léopold Delisle, découvreur de l'auteur du Grand Coutumier en 1880 : Jacques d'Ableiges

Pendant plusieurs siècles, cette question est demeurée « une énigme qui a fort intrigué les historiens du droit français » (L. Delisle, p. 148).

### Perte del'auteuret de ladate de création
Malgré sa publication à succès au début XVe siècle, le nom de l'auteur du Grand Coutumier et sa période d'élaboration avaient été perdus. Déjà dans son édition de 1598, dans l'Epître à son fils, le jurisconsulte Charondas reconnait : « Qui soit l'auteur du livre, je ne l'ai pu encore savoir ; toutefois, j'ai appris de lui-même qu'il était du temps de Chartes VI. »
Et même dans l'édition de 1868, MM. Dareste et Laboulaye posent, dans leur préface (p. X), la double question suivante : « Quel est l'auteur, quelle est la date de ce recueil ? ». Ils reconnaissent leur échec à y répondre : « II faut donc avouer qu'on ne connaît ni le nom de l'auteur du Grant Coutumier ni l'année où il a écrit » (p. XX de la préface).
Il faut préciser que la préface des manuscrits encore existants et connus avait disparu. Les éditions gothiques en gardaient la trace; mais « avec les plus étranges mutilations et modifications » (L. Delisle, p. 149). À tel point que l'historien Léopold Delisle pense que « les éditeurs en ont fait disparaître le nom de l'auteur, et ont supprimé toutes les allusions qu'il avait faites à sa famille, à ses voyages et à sa carrière administrative » (p. 149).

### Échec de M. Denevers: unefaussedécouverte
Un bibliothécaire de la Cour de cassation, Jean-Baptiste-Theodore Denevers (1797-1867), pensait avoir retrouvé l'auteur du Grand Coutumier. Sa piste reposait sur un exemplaire détenu par la Cour de cassation, donné en 1516 par Galliot du Pré. Un ancien possesseur de ce volume avait écrit au-dessus du titre les mots suivants : « Par Me Guillaume Brouilly, advocat en Parlement ».
Mais cette découverte ne permettait pas de retrouver le nom de l'auteur. D'une part, aucune des listes d'avocats, conservées à ce jour, ne comprenait le nom de Guillaume Brouilly. D'autre part, le nom de Guillaume Brouilly était sans doute une mauvaise traduction du nom de Guillelmus de Brolio ou Guillaume Du Breuil (1280?-1344?). Or, ce dernier avait été greffier du Parlement, et compilateur du « style du Parlement » (Stylus Parlamenti).
Dans leur préface (p. XX), MM. Dareste et Laboulaye arrivent à la conclusion suivante : « l'auteur de la note a pris le Grant Coustumier pour le style du Parlement. On pouvait s'y tromper. »

### Réussite de M. Delisle: unevraiedécouverte
Cette découverte est racontée en détail par son auteur lui-même, dans une étude publiée en 1881, dans les Mémoires de la Société de l'Histoire de Paris : « L'auteur du Grand Coutumier de France » (p. 148).
Après plusieurs siècles d'oubli, Léopold Delisle, administrateur de la Bibliothèque Nationale, réussit à retrouver l'identité de l'auteur à partir d'un manuscrit du XVe siècle,. Ce dernier venait d'être acquis en 1880 par la Bibliothèque nationale. Il appartenait auparavant au comte de Lichnowsky,, grand prévôt du chapitre d'Olmutz, en Moravie.
Grâce à certaines indications de ce manuscrit, M. Delisle se remémore alors l'existence d'un autre volume, lui aussi du XVe siècle : le ms. fr. 10816. Plus précisément, il s'agit d' un manuscrit du Grand Coutumier écrit au XVe siècle, puis entré à la Bibliothèque du roi vers le milieu du XVIIIe siècle. Par une anomalie, « dont nos annales bibliographiques fournissent plus d'un exemple » d'après lui, au lieu d'être porté au Département des manuscrits, il avait été rangé au Département des imprimés, avec les livres de Droit français.
Or, cette édition est la seule existante à avoir conservé le texte original et intégral de Jacques d'Ableiges, avec en particulier sa préface. C'est cette dernière - jusque là absente des versions connues - qui selon Léopold Delisle « dissipe toutes les obscurités qui enveloppaient les origines du Grand Coutumier ». Il arrive aussi à déterminer la date de publication du Grand Coutumier entre 1387 et 1389.

## Postérité contrariée
S'il a été en vogue autrefois comme vade mecum pour les praticiens, il garde aujourd'hui toute son importance pour l'étude du droit féodal et de l'ancien droit,,,.

### Fin duXIVesiècle: instrument pour les praticiens du droit
Livre de pratique, cette compilation était « à la fois un Code civil, un Code de procédure et un Formulaire » (préface p. IX) selon MM. Dareste (1824-1911) docteur en droit, avocat au Conseil d'État et à la Cour de cassation, d'une part, et Laboulaye (1811-1883) membre de l'Institut, professeur au Collège de France, avocat à la cour impériale, d'autre part.
Son influence est notable sur les coutumes rédigées de Senlis (1493), Sens (1495), Clermont-en-Beauvaises (1496) et Melun (1506). Paradoxalement, le Grand Coutumier n'en a pas eu sur l'Ancienne Coutume de Paris (1510),. Pour MM. Petot et Timbal, son autorité  se serait « affaiblie en ce qui concerne le fond du droit » (p. 50) - à la différence de celle sur la procédure - qui, encore, lui permet d'être nommé « Style du Châtelet »,,.

### Début duXVIesiècle: succès d'imprimerie

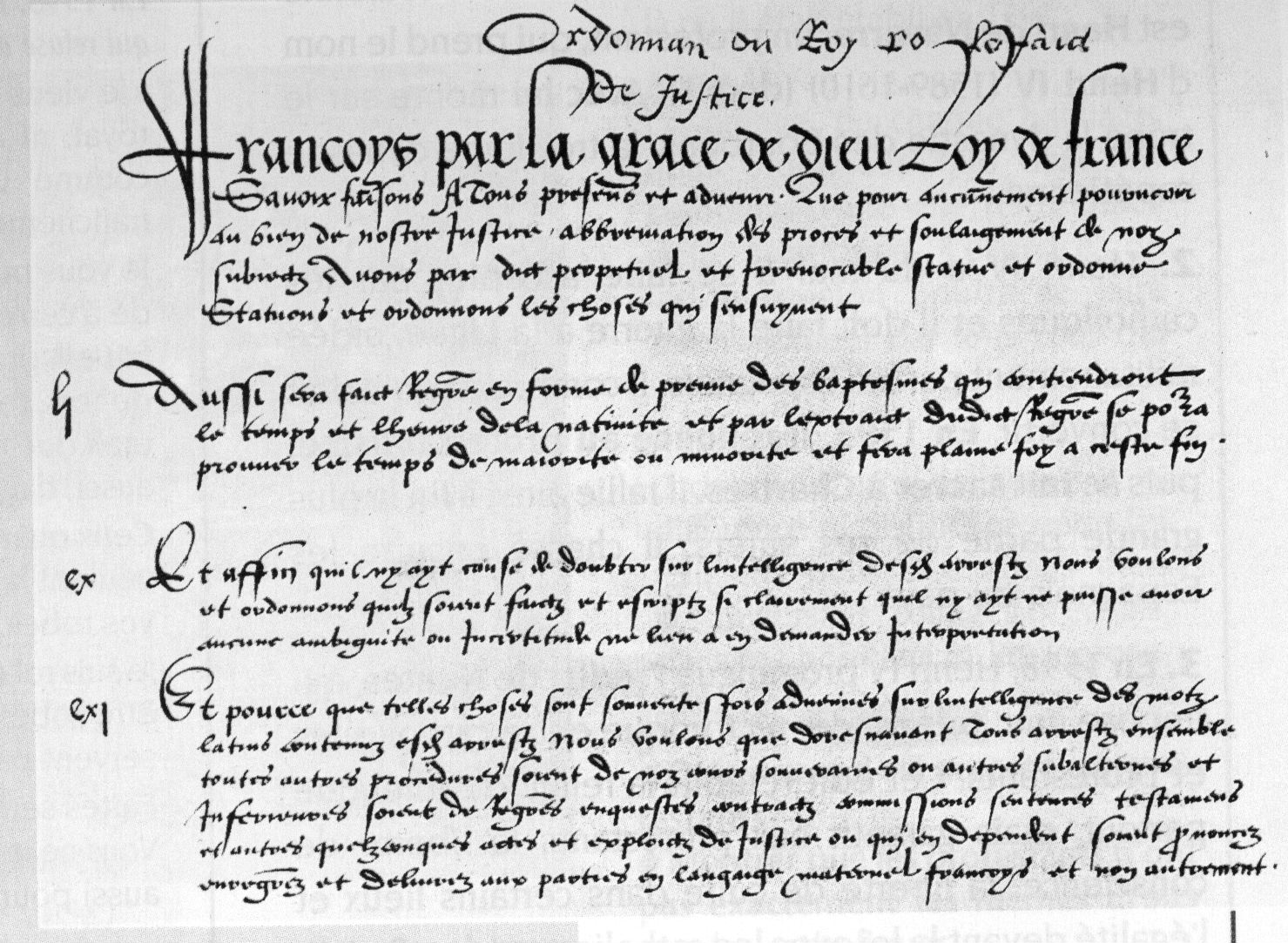
Copie du préambule de l'Ordonnance de Villers-Cotterêts, dont des articles sont toujours appliqués.

Avec les débuts de l'imprimerie, ce recueil connait un tel succès que les éditions se multiplient. Rien qu'à Paris de 1514 à 1539, onze peuvent être dénombrées,. L'historien Léopold Delisle parle d'une « vogue considérable » .

### Après 1539: simple curiosité pour amateur de l'ancien droit
Après 1539, le Grand Coutumier de France tombe en désuétude (en). Par sa simplification de la procédure judiciaire, l'Ordonnance de Villers-Cotterêts de 1539 a privé le Grand Coutumier de son utilité pratique. Elle le « relègue » « au nombre des œuvres du passé » (M. Petot, p. 50).
Il faudra attendre 1598, pour que le jurisconsulte Charondas en publie une édition annotée. Progressivement, au fil des siècles et des réformes juridiques, il est mis de côté par les praticiens, pour se limiter aux amoureux de l'ancien droit, jusqu'à - selon MM. Dareste et Laboulaye - tomber dans « l'oubli » (p. IX de la préface).
A contrario, selon Jacques Krynen, il « ne tombera jamais dans l'oubli », à la suite de la réédition de Louis Le Caron en 1598. Jusqu'à la fin de l'Ancien Régime, le Grand Coutumier sera souvent cité par les commentateurs, historiens et jurisconsultes.

### Fin duXIXesiècle: regain de faveur

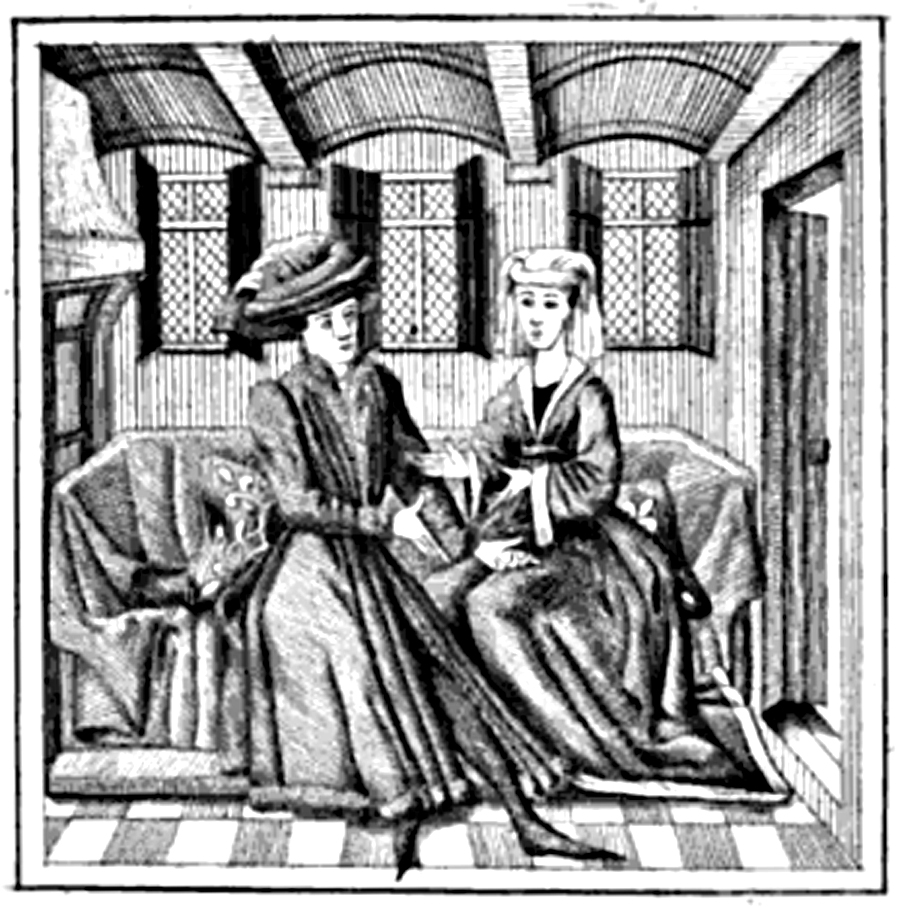
Ménagier de Paris du XIVe siècle, à l'image de la préface de Jacques d'Ableiges (miniature du XVe siècle)

Avec le retour des études historiques, la valeur de cette compilation est redécouverte à la fin du XIXe siècle. Elle l'est d'autant plus, qu'elle représente le dernier état du droit français à un moment charnière : celui du passage d'un droit coutumier, à celui d'un droit légiféré. Selon MM. Dareste et Laboulaye, « ce ne seront plus l'usage et la jurisprudence qui feront la loi, mais bien l'ordonnance et la volonté du Roi » (p. X de leur préface).

## Reconnaissance et dédicace
« Charmant morceau, qui rappelle la bonhomie des meilleures pages du Menagier de Paris » L. Delisle, p. 145), la préface du Grand Coutumier est relevée par nombre de commentateurs,,,,,, au point d'être retranscrite,, même en intégralité,,. La dédicace, en particulier, et la reconnaissance à ses lecteurs sont les morceaux les plus choisis de Jacques d'Ableiges.

### Plaisir d'auteur avec ses lecteurs
Jacques d'Ableiges reconnait : 
« Je y prins plus grant plaisir quant je viz que aucuns de mes amis et compaignons plus saiges que moy le me louèrent et en prindrent plusieurs parties, puis ça, puis la, sans aucun commencer en ordonnance, car encores nulz ne l'a tout. »

### Dédicace à ses quatre neveux
Dans sa préface, Jacques d'Ableiges dédie sa compilation juridique à ses quatre neveux : 
« A mes très chiers et amez nepveux, Colin, Jehannin, Perrin et Robin d'Ableiges, Jaques d'Ableiges, vostre oncle, nagaires bailly de Chartres, de Saint-Denis en France, et à présent bailly d'Évreux, salut. »
Il les exhorte à imiter la conduite de leur grand-père « refridée et meurée », plutôt que la sienne, ou celle de leur oncle, qu'il juge « si enfancibles et si volages »,. Une affaire de cœur - proche d'être meurtrière pour Jacques d'Ableiges - n'est pas étrangère à une telle dédicace,; où il leur rappelle même l'adage selon lequel « les passions volages renversent l'esprit même éloigné du mal ».